# 6539 Nohavica
6539 Nohavica è un asteroide della fascia principale. Scoperto nel 1982, presenta un'orbita caratterizzata da un semiasse maggiore pari a 2,6578797 UA e da un'eccentricità di 0,2017228, inclinata di 2,27567° rispetto all'eclittica.
L'asteroide è dedicato al cantante ceco Jaromír Nohavica.